# Miloud Chaâbi
Pour les articles homonymes, voir Chaâbi.
Miloud Chaâbi, né le 15 septembre 1930 à Essaouira et mort le 16 avril 2016 à Hambourg, est un homme d'affaires et homme politique marocain, originaire d'une famille berbère Mzilat près d'Essaouira.
Patron de Ynna Holding, il est célèbre au Maroc de par ses origines pauvres puis son immense fortune. Il est parfois surnommé le berger devenu milliardaire,,.

## Biographie

### Origines
Petit berger, Miloud Chaâbi a vu mourir de faim l’un de ses petits frères et mariée sa sœur à un cousin pour 16 brebis dont il avait la charge, avant de fuir sa tribu de Chaâba sur les hauteurs d’Essaouira, parce qu’un chacal avait mangé une de ses brebis. 
Miloud Chaâbi vagabonde pendant plusieurs années, pendant lesquelles il enchaîne les petits métiers, avant de parvenir à Kénitra, où il devient un maçon.
En 1948, à peine âgé de 18 ans, il crée sa première entreprise de construction. 

### Parcours.
Dès les années 1970, il investit en Libye, en Égypte, en Tunisie, au Sénégal, au Mali, en Mauritanie et en Côte d’Ivoire en lançant des projets immobiliers, en remportant de gros marchés de travaux publics ou en installant des unités industrielles. 
Il est le fondateur et le patron de Ynna Holding, et est devenu une figure incontournable du capitalisme marocain.
Sur le plan politique, ses engagements ont été inconstants, voire contradictoires. Il a rejoint au début des années 1980 l’Union constitutionnelle, le parti plutôt conservateur de son ami Maâti Bouabid. Il s’encartera par la suite dans le parti de l’Istiqlal, puis au Parti du progrès et du socialisme (sans jamais épouser l'idée du communisme), à la mémoire de son ancien ami Ali Yata. Il s'est également rapproché des islamistes du PJD.  Il meurt d'une crise cardiaque le 16 avril 2016, à l'âge de 85 ans.

### Valeurs
Homme d'affaires dur, il est connu pour être intransigeant sur ses valeurs.
Au début des années 70, il tente de construire à Essaouira un campus universitaire, qu’il veut rattacher à une Faculté Islamique.  Les autorités, inquiètes, refusent le projet. 
« L’idée de mon père était d’y dispenser un enseignement religieux, mais également commercial et financier. Il voulait qu’on y forme des théologiens qui soient aussi compétents dans les domaines de la finance et du commerce », explique son fils Omar
En 2002, il remporte un siège au parlement en tant que député de Essaouira.  Il déclare que son unique objectif est d'interdire la vente d'alcool au Maroc .
Son groupe de distribution, Aswak Assalam, a toujours refusé de vendre de l'alcool.
De la même maniere, ses hôtels ont toujours refusé de vendre de l'alcool.

### Famille
Marié avec Mama Tajmouati, il est le père de plusieurs enfants dont Mohamed, 
Chafiq, Omar, Fayçal Chaâbi, Mohcine Chaâbi, Asmaa Chaâbi et Faouzi Chaâbi. Trois ont été actifs en politique : Mohcine, Asmaa et Faouzi.
En 1994, un de ses fils meurt dans le crash du vol Royal Air Maroc 630, à la suite du suicide du pilote de l’avion.